# RV4b Est Herve-Fagne
De RV4b Est Herve-Fange is een 118 km lange Rando Vélo-route in Wallonië. De route start in Luik. De route vormt het oostelijk deel van de RV4. Samen met de RV4a (het westelijk deel) is ze 225 km lang en verbindt ze Brussel met Duitsland. De RV4b voert door het Land van Herve en Hoge Venen. De route eindigt in het Duitse Frauenkron aan de Kyll en is in 2 richtingen bewegwijzerd met blauw-gele markeringen.

## Traject
De route doorkruist de provincie Luik. In Luik sluit de route aan op de EuroVelo EV3 Pelgrimsroute, de EuroVelo EV19 Maasfietsroute, de RV4a en de RV7. Na de stad aan de Maas volgt de route de RAVeL Ligne 38 door het Land van Herve en de gelijknamige stad Herve. In Thimister verlaat de route de EuroVelo EV3 Pelgrimsroute en de RAVeL. Als de RAVeL gevolgd wordt tot Hombourg kan daar worden aangesloten op de LF Heuvelroute. Na Eupen gaat de route langs de Vesderstuwdam, het Meer van Robertville en het Meer van Bütgenbach. Voor dit laatste meer in Weywertz kruist de route de RAVeL Vennbahn waarover gefietst kan worden naar Aken in Duitsland en Troisvierges in Luxemburg. Na Krinkelt wordt de Duitse grens gepasseerd en in Frauenkron eindigt de route. Hier kan worden aangesloten op de Kyllradweg naar de Moezel en op andere fietswegen door de Eifel.

## Aansluitingen met Europese routes
- In Luik sluit de route aan op de EuroVelo EV19 Maasfietsroute.
- Tussen Luik en Thimister loopt de route parallel met de EuroVelo EV3 Pelgrimsroute.

## Aansluitingen met andere LF- of icoonroutes
- In Luik sluit de route aan op de RV4a en de RV7.
- Vanuit Thimister kan via de RAVeL Ligne 38 aangesloten worden op de LF Heuvelroute.
- In Weywertz kruist de route de Vennbahn, via de Vennbahn kan worden aangesloten op de RV8b.
- In Frauenkron kan worden aangesloten op de Kylltalradweg.

## Aansluitingen met regionale routes
- Op elk willekeurig punt kan gebruik worden gemaakt van het fietsroutenetwerk ter plaatse.
- In Luik kan de W7 Sur la route des Ardennes (regionale RAVeL-route) opgepakt worden.
- In Angleur kan de W2 La Véloroute de la Bière (regionale RAVeL-route) opgepakt worden.
- In Angleur kan de W6 Au Fil de l'Eau (regionale RAVeL-route) opgepakt worden.
- In Weywertz kan de W9 La Véloroute grandeur Nature (regionale RAVeL-route) opgepakt worden.